# La casa del rellotge dins de la paret
La casa del rellotge dins de la paret (originalment en anglès, The House with a Clock in Its Walls) és una pel·lícula de comèdia fantàstica estatunidenca del 2018 dirigida per Eli Roth, basada en la novel·la homònima de 1973 de John Bellairs. És protagonitzada per Jack Black, Cate Blanchett, Owen Vaccaro, Renée Elise Goldsberry, Sunny Suljic i Kyle MacLachlan. La pel·lícula segueix un noi jove, en Lewis, que és enviat a viure amb el seu oncle, en Jonathan, a una casa vella i ruïnosa. Aviat s'assabenta que abans estava habitada per un bruixot malvat. Universal Pictures va estrenar la pel·lícula als Estats Units el 21 de setembre de 2018. Va ser un èxit de taquilla, amb més de 131 milions de dòlars recaptats a tot el món i va rebre valoracions majoritàriament positives dels crítics que van elogiar en gran manera el repartiment, però van dir que la pel·lícula no estava a l'altura del seu potencial. Ha estat doblada al català; TV3 va emetre-la per primer cop el 31 d'octubre de 2021, mentre que À Punt va estrenar la versió en valencià.

## Repartiment
- Jack Black com a Jonathan Barnavelt, oncle de Lewis i bruixot
- Cate Blanchett com a Florence Zimmerman, la veïna i amiga d'en Jonathan, i una bruixa
- Owen Vaccaro com a Lewis Barnavelt, el nebot orfe d'en Jonathan de 10 anys
- Renée Elise Goldsberry com a Selena Izard, una bruixa malvada
- Sunny Suljic com a Tarby Corrigan, el company de classe d'en Lewis
- Colleen Camp com a Sra. Hanchett, el veí d'en Jonathan
- Lorenza Izzo com a Sra. Barnavelt, la mare d'en Lewis i la germana petita d'en Jonathan
- Kyle MacLachlan com a Isaac Izard, el marit de la Selena i un bruixot malvat
- Vanessa Anne Williams com a Rose Rita Pottinger, una de les companyes de classe de Lewis